# یون دو جون
یون دو جون (زاده ۴ ژوئیه ۱۹۸۹)، که با نام مستعار دوجون شناخته می‌شود، یک خواننده و بازیگر اهل کره جنوبی است. او لیدر گروه پسران کره جنوبی هایلایت است.

## اوایل زندگی
یون دو جون در گویانگ، کره جنوبی در 4 ژوئیه 1989 به دنیا آمد. رویای او برای تبدیل شدن به یک معلم تربیت بدنی دبیرستان در سال دوم دبیرستان پس از تماشای مستند بیگ بنگ ام‌تی‌وی ناگهان تغییر کرد. والدین و معلمان او ابتدا با او موافق نبودند، اگرچه او از آنها درخواست کرد که او را در مدرسه موسیقی ثبت نام کنند و او زود شروع به تست دادن برای خواننده شدن کرد.